# Box-Tengor

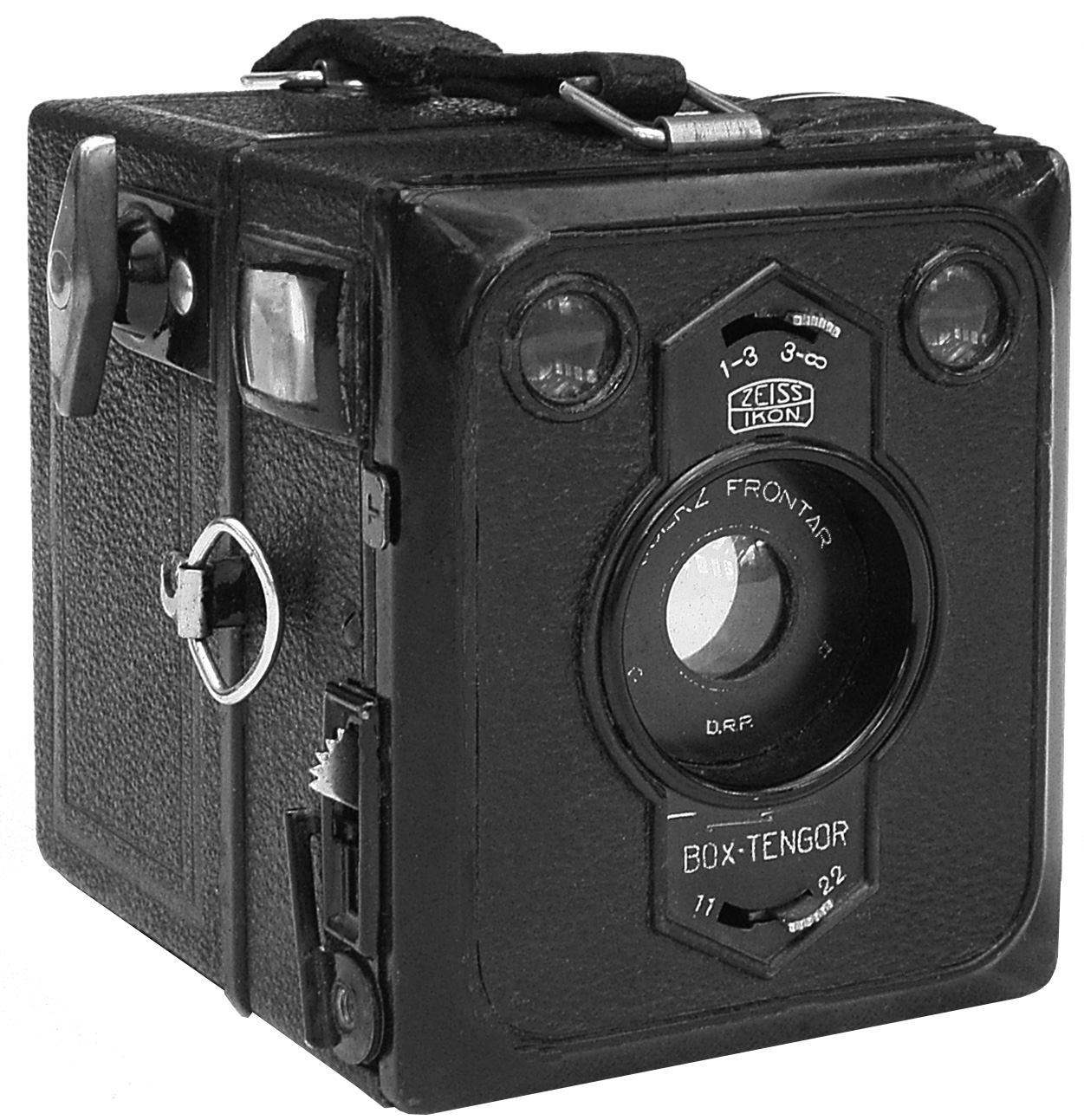

A Box-Tengor egy nagyon egyszerű és nagyon kiváló fényképezőgép volt. A Carl Zeiss AG gyártotta 1926-1956 között. Az egyszerű szerkezete miatt semmiféle karbantartást nem igényelt, strapabíró volt, évtizedeket is kibírt.
A gép előzménye a Roll-Tengor I és II tekercsfilmes, lemezadapterrel is használható, 6x9 és 6.5x11 cm képméretű bőrharmonikás gép volt. 1921-26 között gyártotta egy Goerz nevű cég. Objektívje Goerz Frontar tájképlencse volt F9-es fényerővel. Kétféle időt: kb. 1/25 s-ot és B-t tudott exponálni. Zárszerkezete egy forgózár volt. A rekeszállítás az egyszerűbb modelleken nem állítható (F11), a kisebb modelleken F22 is van. A legnagyobb képméretű gépeken három rekeszérték állítható be: F11, 16, 22. A blende megoldása igen egyszerű, egy fekete fémlemezbe fúrt lyukak forgathatók az objektív mögé.
A gépnek egyszerű doboz formája van. Optikája egy két lencséből kanadabalzsammal összeragasztott „akromát”, úgynevezett tájképlencse, ami egy több-kevésbé színkorrigált objektív, vagyis a kék és a vörös sugarakat egy pontban egyesíti.
A gép egy szinte semmiféle fényképészeti szakismeretet nem igénylő, olcsó masina, ami gyakorlatilag mindenki által megvásárolható volt. Disznóbőr tokban hozták forgalomba.